# Bagatóuni
Bagatóuni est un roman du félibre Valère Bernard paru en 1894 et en 1902 en traduction française. Il est considéré comme le chef-d'œuvre littéraire de cet artiste – par ailleurs graveur, peintre et poète – et comme un exemple de roman du félibrige. Bernard était alors majoral du Félibrige (depuis 1894).

## Présentation
Bagatóuni est un roman populaire marseillais ; il est aussi le chef-d'œuvre littéraire de Valère Bernard, qui y aborde la vie dans un quartier pauvre de la capitale économique provençale.

## Intrigue
Marseille. Fin du XIXe siècle.
Les protagonistes vivent dans le vieux Marseille populaire d'alors (qui fut rasé en 1943) : dans ses rues sordides s'entassent les migrants, en majorité italiens, et les misérables de tout poil. Le quartier de Bagatóuni n'est en rien pittoresque ni exotique. 
Cette œuvre est un roman noir qui met en exergue l'innocence corrompue, des âmes brisées par la misère et la promiscuité, « à la Zola », mais avec ce supplément d'âme qui intègre le milieu de la pègre marseillaise.
Dans les années 1890, la xénophobie anti-italienne se déchaîne dans cette ville, car elle a connu des vagues d'immigration. Ce rejet s'exprime jusqu'au pogrom et aux meurtres dans tout le bassin portuaire du delta du Rhône (de Marseille à Aigues-Mortes). 
Cependant le roman ne porte en rien un refus de l'étranger. Au contraire, Bernard y dénonce plutôt une société injuste qui réduit les hommes à survivre dans une jungle où règne la loi des armes et du plus fort; cette société fait se raccrocher à ce qu'il y a de plus mauvais dans la nature humaine. 
Au cœur de l'ouvrage, Niflo, le personnage d'un « Juste » et anarchiste, bon et dévoué aux autres, finira sous les coups d'une bande de nervis et le couteau d'un proxénète.

## Traduction
Le roman fut d'abord écrit en provençal marseillais, puis traduit par Paul Souchon pour la première édition de 1902. 
Sur sa traduction en français, il s'exprime ainsi : 

« Le provençal a une incroyable richesse dans les mots bas, grossiers, injurieux, mais en même temps expressifs, imagés et colorés. Jamais, avant Bagatouni, pareille preuve n'en avait été donnée. Pour les passionnés de langage, c'est une œuvre unique que ce roman écrit dans ce dialecte marseillais qui roule en lui d'antiques vocables phocéens, des mots de toutes les sœurs latines et qui brille, chatoie, se colore et odore. On ne retrouvera pas malheureusement ces qualités linguistiques dans le français qui ne se prête pas aux raccourcis, aux couleurs, aux reliefs, aux violences. Il m'aurait fallu remonter au vocabulaire de Rabelais. »

## Éditions
Bagatouni est d'abord paru en 1894 en feuilleton dans le journal marseillais Le Bavard, puis aussitôt en livre chez les éditions de ce même journal (« Edicien dóu Bavard », in-12 de 221 pp., édition originale). Ce sera la seule édition uniquement en provençal.
En 1902, puis en 1918, les éditions de la Plume (Paris) publient une traduction française par Paul Souchon. 
Ce texte provençal en graphie mistralienne et la traduction de Paul Souchon figurent dans une éditions publiée en 2000 par Alandis Éditions (Nice).